# Buprestis intricata
Buprestis intricata är en skalbaggsart som beskrevs av Thomas Casey 1909. Buprestis intricata ingår i släktet Buprestis och familjen praktbaggar. Inga underarter finns listade i Catalogue of Life.